# Warren Treadgold
Warren T. Treadgold (30 d'abril del 1949 a Oxford) és un bizantinista britànic actiu als Estats Units. Ocupa la càtedra d'Estudis Bizantins del Fons Nacional per a les Humanitats a la Universitat de Saint Louis. El seu interès per la història política, econòmica, militar, social i cultural de l'Imperi Romà d'Orient s'estén als mateixos historiadors romans d'Orient. A més a més, ha fet classes a la Universitat de Califòrnia a Los Angeles (UCLA), Stanford, Hillsdale, Berkeley i la Universitat Internacional de Florida.
Es graduà de Harvard el 1970 i obtingué el seu doctorat per la mateixa universitat el 1977. Està casat amb Irina Andreescu-Treadgold des del 25 de setembre del 1982.

## Obres
- The University We Need: Reforming America's Higher Education (Nova York: Encounter Books, 2018)
- The Middle Byzantine Historians (Nova York: Palgrave Macmillan, 2013)
- The Early Byzantine Historians (Nova York: Palgrave Macmillan, 2007)
- A Concise History of Byzantium (Nova York: Palgrave Macmillan, 2001)
- A History of the Byzantine State and Society (Stanford: Stanford University Press, 1997)
- Byzantium and Its Army, 284-1081 (Stanford: Stanford University Press, 1995)
- The Byzantine Revival, 780-842 (Stanford: Stanford University Press, 1988)
- The Byzantine State Finances in the Eighth and Ninth Centuries (Nova York: East European Monographs, 1982)
- The Nature of the Bibliotheca of Photius (Washington, DC: Dumbarton Oaks, 1980)